# Gajda Péter
Gajda Péter (Budapest, 1971. augusztus 11.) magyar politikus, Budapest XIX. kerületének (Kispest) polgármestere, volt fővárosi közgyűlési képviselő és a Magyar Szocialista Párt tagja.

## Életrajza
A rendszerváltás évében érettségizett a Nagy László Gimnáziumban, majd 1997-ben szerzett diplomát a Bárczi Gusztáv Gyógypedagógiai Tanárképző Főiskolán. 1996-tól 2002-ig egy lapkiadó társaság vezetőjeként dolgozott. 1983 óta Budapest XIX. kerületében lakik, ahol 2002-ben alpolgármesterré, 2006-ban polgármesterré választották.

## Politikai pályája
1990 óta önkormányzati képviselő Budapesten, a XIX. kerületben (Kispest). Korábban volt a kerületben bizottsági elnök, tanácsnok, 2002-től pedig a kerület alpolgármesterének nevezte ki Steinerné Török Katalin akkori polgármester. A 2006-os önkormányzati választásokat követően a XIX. kerület polgármestere lett. Erre a pozíciójára 2010-ben, 2014-ben, 2019-ben és 2024-ben is újraválasztották.

## Tevékenysége
Polgármesteri programjában elsősorban Kispest fejlesztését és dinamizálását tűzte ki célul. 2010-ben indult 700 millió forint európai uniós támogatással a Wekerletelep felújítása. Polgármestersége alatt folytatódott a panel- és társasház-felújítási program. A kerület biztonsága érdekében térfigyelő kamerákat szereltek fel, emellett bővült a kerületi rendőrállomány létszáma is. A kispesti önkormányzat a 2010-es év végén a válság ellenére hitelfelvétel nélkül és pozitív mérleggel zárta az évet.
A környezet védelme érdekében az önkormányzat 2006-ban Zöldprogramot indított, amely játszótér-felújítással, térrendezéssel, pihenőparkok kialakításával törekedett a kellemesebb lakókörnyezet kialakítására. Polgármestersége alatt több ingyenes program indult idősek számára – például számítástechnikai képzések. Emellett megújult a kerület játszótereinek jelentős része. 2010 májusában adták át a közel 2,5 milliárd forintból megújult Csinszka Kertet, ahol közel 165 lakást újítottak fel.

## Családja
2002-ben nősült, felesége, a Budapesti Corvinus Egyetemen igazgatásszervező szakon végzett Christiane apai ágon német családból származik. Két gyermeke van: Gergő 2003-ban, Linda 2008-ban született.

## Külső hivatkozások
- http://www.gajdapeter.hu
- http://www.kispest.hu
- https://web.archive.org/web/20100616125202/http://mszp.hu/tagok/gajda-peter